# Ernst Wilhelm Grebe
Ernst Wilhelm Grebe (n. 30 august 1804 în Marburg - d. 14 ianuarie 1874 la Kassel) a fost un matematician german.
A studiat matematica la Bonn și la Leipzig și teologia la Marburg, unde în 1829 obține doctoratul cu teza: De linea helice ejusque projectionibus orthographicis commentatio.
S-a ocupat de geometria elementară, în special de geometria triunghiului.
A descoperit faptul că simedienele unui triunghi sunt concurente într-un punct (1847) care la început a fost numit punctul lui Grebe (denumire păstrată în spațiul germanic), ca ulterior să fie denumit punctul lui Lemoine (1873).